# Зиненко, Иван Лаврентьевич
Иван Лаврентьевич Зиненко — советский хозяйственный, государственный и политический деятель.

## Биография
Родился в 1918 году в селе Старый Иржавец. Член КПСС с 1941 года.
С 1934 года — на хозяйственной, общественной и политической работе. В 1934—1986 гг. — колхозник, учётчик, бригадир колхоза, участник Великой Отечественной войны, в системе потребительской кооперации, председатель исполкома Сельского совета, председатель колхоза «Шлях до комунізму», председатель колхоза «Перше травня» Сарненского района Ровенской области.
Избирался депутатом Верховного Совета СССР 9-го и 10-го созывов.
Умер после 1985 года.